# Phocidae

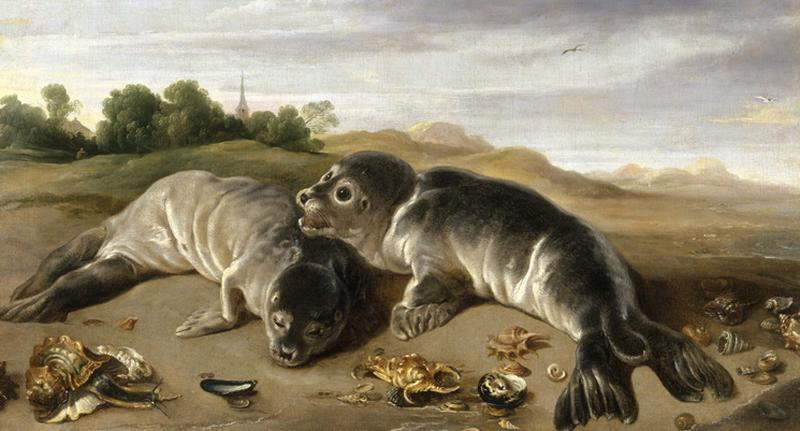
Paul de Vos

Le foche o focidi (Phocidae Gray, 1821) sono una famiglia di mammiferi carnivori marini appartenenti alla superfamiglia dei pinnipedi. Le foche vivono principalmente lungo le coste di mari ghiacciati, freddi e temperati, più raramente nei mari caldi e nei laghi (Saimaa, mar Caspio, lago Bajkal).
Le foche sono cacciate per il grasso e i cuccioli per la pelle utilizzata dall'industria conciaria.

## Morfologia
Le foche sono mammiferi adattati alla vita acquatica, con un corpo allungato, irregolarmente cilindrico, rivestito da uno spesso strato adiposo ricoperto da un fitto pelo corto, vellutato, impermeabile all'acqua. Hanno la testa piccola e leggermente appiattita ed orecchie prive di padiglione auricolare esterno. Il muso è provvisto di alcuni baffi lunghi e robusti detti vibrisse. Gli arti anteriori sono trasformati in pinne mentre quelli posteriori costituiscono un'unica pinna posteriore.

## Riproduzione
La gestazione dura circa undici mesi, al termine dei quali viene partorito un unico cucciolo. Per allattare i piccoli, le madri escono dall'acqua. Le foche, come tutta l'infraclasse Eutheria, sono animali vivipari (cioè partoriscono la prole già formata) e allattano i loro piccoli. 

## Sottofamiglia Phocinae
- Tribù Erignathini

```
 * 
Erignathus barbatus
 (foca barbuta)
```

- Tribù Cystophorini

```
 * 
Cystophora cristata
 (foca dal cappuccio)
```

- Tribù Phocini

```
 * 
Phoca vitulina
 (foca comune)
 * 
Phoca largha
 (foca macchiata)
 * 
Halichoerus grypus
 (foca grigia)
 * 
Pusa hispida
 (foca dagli anelli)
 * 
Pusa sibirica
 (foca del Baikal)
 * 
Pusa caspica
 (foca del Caspio)
 * 
Pagophilus groenlandicus
 (foca della Groenlandia)
 * 
Histriophoca fasciata
 (foca nastro)
```

## Sottofamiglia Monachinae
- Tribù Monachini

```
 * 
Monachus monachus
 (foca monaca mediterranea)
 * 
Neomonachus schauinslandi
 (foca monaca hawaiana)
 * 
Neomonachus tropicalis
 (foca monaca caraibica †)
```

- Tribù Miroungini

```
 * 
Mirounga leonina
 (elefante marino del sud)
 * 
Mirounga angustirostris
 (elefante marino del nord)
```

- Tribù Lobodontini

```
 * 
Hydrurga leptonyx
 (foca leopardo)
 * 
Leptonychotes weddellii
 (foca di Weddell)
 * 
Lobodon carcinophaga
 (foca mangia granchi)
 * 
Ommatophoca rossii
 (foca di Ross)
```

### Classificazione
- Famiglia Phocidae
  - Sottofamiglia Monachinae
    - Tribù Monachini
      - Monachopsis (estinto)
      - Pristiphoca (estinta)
      - Properiptychus (estinto)
      - Messiphoca (estinta)
      - Mesotaria (estinta)
      - Callophoca (estinta)
      - Pliophoca (estinta)
      - Pontophoca (estinta)
      - Foca monaca hawaiana, Neomonachus schauinslandi
      - Foca monaca mediterranea, Monachus monachus
      - Foca monaca caraibica, Neomonachus tropicalis (probabilmente estintasi intorno al 1950)

    - Tribù Miroungini
      - Elefante marino settentrionale, Mirounga angustirostris
      - Elefante marino meridionale, Mirounga leonina

    - Tribù Lobodontini
      - Monotherium  (estinto)
      - Foca di Ross, Ommatophoca rossi
      - Foca cancrivora, Lobodon carcinophagus
      - Foca leopardo, Hydrurga leptonyx
      - Foca di Weddell, Leptonychotes weddellii

    - Foca dal collo di cigno, Acrophoca longirostris (estinta)
    - Piscophoca pacifica  (estinta)
    - Homiphoca capensis  (estinta)

  - Sottofamiglia Phocinae
    - Kawas (estinto)
    - Leptophoca  (estinta)
    - Praepusa (estinta)
    - Cryptophoca (estinta)
    - Foca barbata, Erignathus barbatus
    - Foca dal cappuccio, Cystophora cristata
    - Tribù Phocini
      - Foca comune o foca dei porti, Phoca vitulina
      - Foca maculata o foca larga, Phoca largha
      - Foca anellata, Pusa hispida (in passato Phoca hispida)
      - Nerpa o foca del Baikal, Pusa sibirica (in passato Phoca sibirica)
      - Foca del Caspio, Pusa caspica (in passato Phoca caspica)
      - Foca arpa, Pagophilus groenlandicus (in passato Phoca groenlandica)
      - Foca fasciata, Histriophoca fasciata (in passato Phoca fasciata)
      - Phocanella (estinta)
      - Platyphoca (estinta)
      - Gryphoca (estinta)
      - Foca grigia, Halichoerus grypus